# Bombardier Global Express

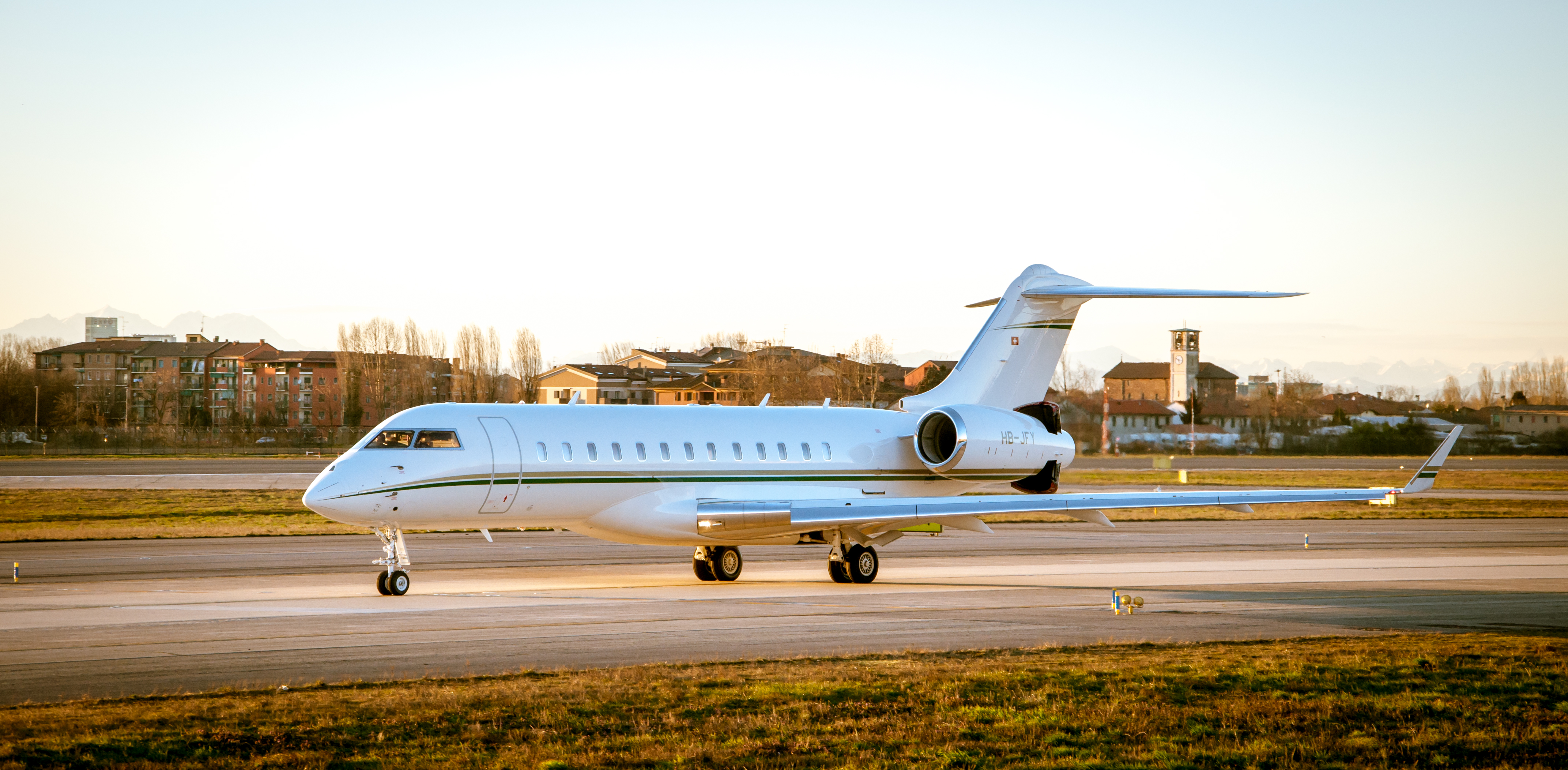
Bombardier BD-700-1A10 Global Express XRS all'Aeroporto di Milano Linate

Il Bombardier Global Express è un business jet usato per voli a lungo raggio. L'aereo è caratterizzato da una lunga e larga fusoliera e da ali lunghe e sottili con winglet in posizione bassa; ha una coppia di turbofan Rolls-Royce BR710A2-20 montati nella sezione di coda della fusoliera e un'ampia deriva verticale a T con ampi piani orizzontali.

## Storia
Il Global Express è stato sviluppato dalla Bombardier per entrare nel mercato dei business jet a lungo raggio (circa 11.500 km nella versione XRS) entrando in concorrenza diretta con il Gulfstream V; i due aerei furono presentati contemporaneamente durante il congresso annuale della NBAA (National Business Aviation Association) nell'ottobre 1991; e in un secondo tempo con Falcon 7X e con i Business jet derivati dai grossi aerei di linea (A320, A340, 737, 767 ecc.).
La Bombardier decise di creare il suo nuovo aereo unendo la sezione della fusoliera del Challenger e la lunghezza del CRJ; si decise, inoltre, di riprogettare l'ala per avere una miglior efficienza ottenendone così un'ala bassa molto lunga (quasi 30 m) dotata di winglet; per i motori, si decise di far capo agli stessi propulsori utilizzati dal concorrente della Gulfstream Aerospace, quindi, si optò per una coppia di turbofan R-R BR710 montati nella sezione di coda della fusoliera.
Il primo volo del prototipo fu effettuato il 13 ottobre 1996 e la prima consegna ad un cliente avvenne l'8 luglio 1999; a tutt'oggi sono stati prodotti e consegnati circa 260 esemplari di Global Express nelle sue varianti.

## Varianti
BD-700: versione base del Global Express, ormai non più in produzione e sostituita dalla versione XRS;

Global 5000: versione accorciata del BD-700; questa versione ha anche un'autonomia leggermente ridotta (circa 9.000 km) rispetto alle altre versioni;

Global Express XRS: nuova versione del BD-700 con un'autonomia ancora maggiore rispetto alla versione precedente.

Sentinel: versione del Global Express modificata per il programma ASTOR della RAF quale piattaforma volante per la sorveglianza aerea; è entrato in servizio nel 2004.

## Utilizzatori

### Militari

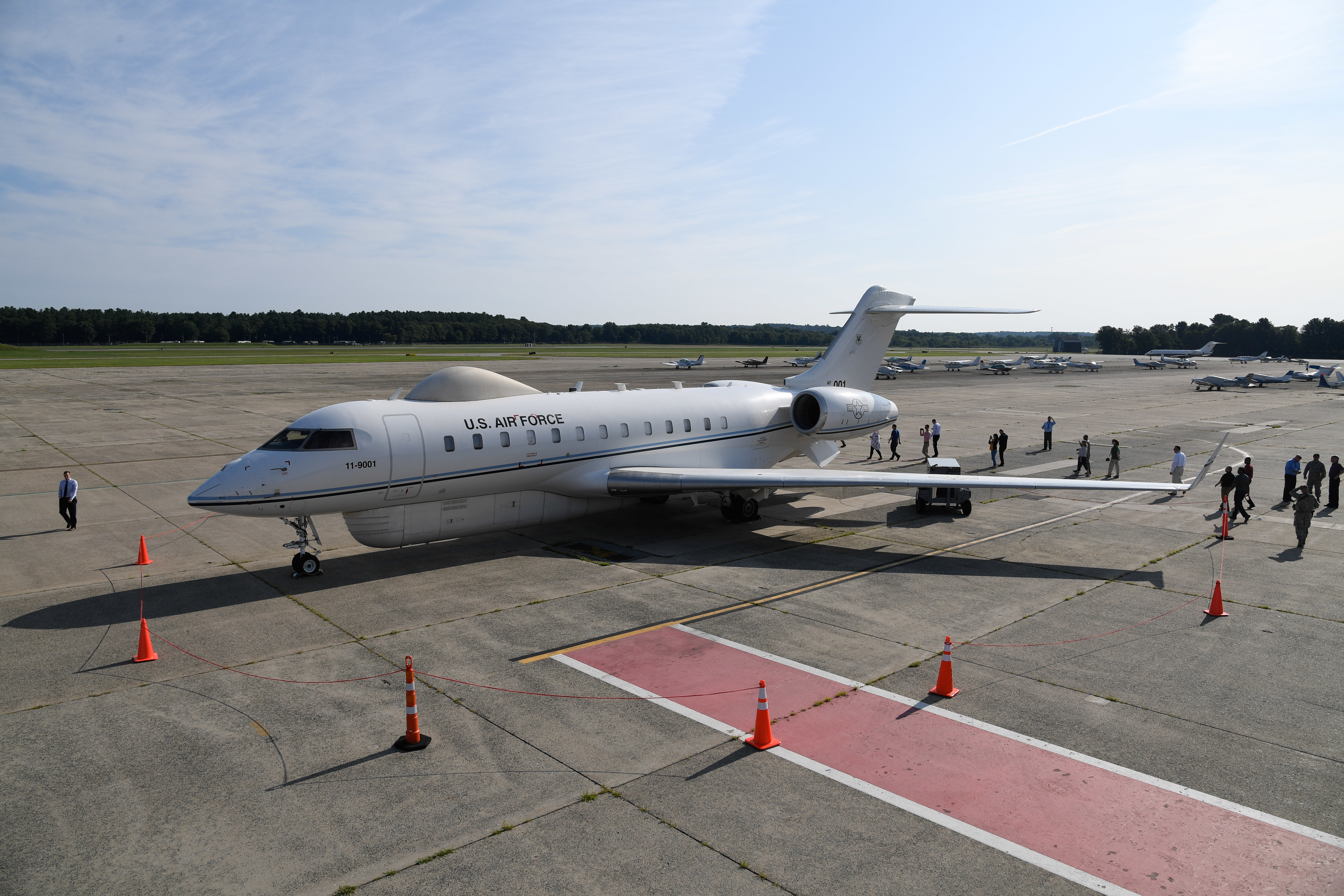
E-11A della forza aerea americana

Angola
- Força Aérea Nacional Angolana

1 BD-700 in servizio al 2015.
 Botswana
- Botswana Defence Force Air Wing

1 BD-700-1A-10 consegnato ed operativo al marzo 2017.
 Emirati Arabi Uniti
- Al-Quwwāt al-Jawiyya al-Imārātiyya

2 Global Eye 6000 AEW ordinati a novembre 2015 più 1 a febbraio 2017. Primo esemplare della versione AEW consegnato alla fine dell'aprile del 2020. 2 aerei per ELINT in ordine al novembre 2018. Ulteriori 2 aerei della versione AEW ordinati a gennaio 2021. Uno dei due ulteriori aerei AEW consegnato il 18 aprile 2024. Il quinto e ultimo aereo nella variante AEW è stato consegnato il 17 settembre 2024.
 Germania
- Luftwaffe

4 Global 5000 consegnati. Ulteriori 3 Global 6000 da trasporto VIP ordinati a giugno 2019. 3 Global 6000 da sorveglianza elettronica ordinati a luglio 2020.
 India
- Indian Air Force

2 BD-700-1A11 consegnati.
 Libia
- Al-Quwwat al-Jawwiyya al-Libiyya

1 BD-700 consegnato.
 Malaysia
- Royal Malaysian Air Force

1 BD-700 consegnato.
 Regno Unito
- Royal Air Force

vedi Raytheon Sentinel
 Slovacchia
- Slovak Government Flight Service

2 Global 5000 ordinati a fine 2024, con il primo esemplare consegnato il 17 febbraio 2025.
 Stati Uniti
- USAF

4 E-11A consegnati a partire dal 2005, uno dei quali è precipitato in Afghanistan il 27 gennaio 2020. Ulteriori 3 E-11 ordinati il 1 giugno 2021, poi aumentati a 6 esemplari successivamente. Il primo dei tre nuovi E-11A ordinati risulta consegnato all'ottobre del 2022.
- US Army

2 Global 6500 ordinati a settembre 2023 per essere convertiti in piattaforme ISR.
 Turchia
- Türk Hava Kuvvetleri

4 Global 6000 ordinati che saranno equipaggiati con sistemi per la Guerra elettronica.
 Svezia
- Flygvapnet

2 GlobalEye 6000 AEW&C ordinati il 30 giugno 2022 (più 2 in opzione), da consegnarsi a partire dal 2027. Uno degli aerei in opzione è stato ordinato il 27 giugno 2024, portando a 3 il numero degli esemplari da consegnare. 2 Global 6500 di seconda mano destinati al trasporto VIP, ordinati alla Bombardier il 23 maggio 2025.

### Civili
Qatar
- Qatar Airways (Executive)

3 Global 5000